# TAO (Do As Infinityの曲)
「TAO」（タオ）は、日本のロックバンド・Do As Infinityの20作目のシングル。

## 概要
- 前作「For the future」から約6ヶ月ぶりにして、アルバム『Do The A-Side』からの先行シングル。
- シングルとしては解散前最後の作品となった。また、「柊」以来3作ぶりにカップリング曲が収録された。
- 表題曲はゲームソフト『テイルズ オブ レジェンディア』のオープニングテーマに使用された。ゲームソフトのタイアップは「under the sun」以来7作ぶりとなった。
- ジャケットが異なるCD+DVD盤とCD盤の2形態で発売され、CD+DVD盤には特典として表題曲のミュージック・ビデオを収録したDVDが同梱された。
- オリコンチャート初登場11位を獲得。「遠くまで」以来12作ぶりにトップ10入りを逃してしまった。

## 収録曲
1. TAO [4:39]
作詞：Saiko Kawamura
作曲：D・A・I
編曲：Do As Infinity、Seiji Kameda
2. aurora [4:05]
作詞：Saiko Kawamura
作曲：D・A・I
編曲：Do As Infinity、Seiji Kameda
3. TAO (Instrumental) [4:39]
作曲：D・A・I
編曲：Do As Infinity、Seiji Kameda
表題曲のインストゥルメンタルバージョン。
4. aurora (Instrumental) [4:03]
作詞：川村サイコ
作曲：D・A・I
編曲：Do As Infinity、Seiji Kameda
カップリング曲のインストゥルメンタルバージョン。

## タイアップ
- ナムコ社製PlayStation 2専用ゲームソフト『テイルズ オブ レジェンディア』オープニングテーマ (#1)

## 収録アルバム
- Do The A-side (#1)
- Do The Best "Great Supporters Selection" (#1)
- Anime and Game COLLECTION (#1)
- 2 of Us [RED] -14 Re:SINGLES- (#1 2 of Us)
- Do The B-side 2 (#2)
- Do The Complete (#1)